# غوفيلستوك
غوفيلستوك (بالإنجليزية: Gufelstock)‏ هو أحد جبال سلسلة جبال الألب غلاروس ويقع في كانتون غلاروس في سويسرا، يحتل المرتبة رقم 329 في قائمة جبال سويسرا من حيث الارتفاع، إذ يبلغ ارتفاعه حوالي 2436 متر، بينما يبلغ ارتفاع نتوء الجبل 423 متر.